# Европейская ассоциация маджонга
Европейская ассоциация маджо́нга (англ. European Mahjong Association, EMA) — международная спортивная организация, занимающаяся развитием маджонга в Европе. Её основные задачи — сертификация соревнований по маджонгу, проводимых национальными организациями, и проведение чемпионатов Европы.
Входит во Всемирную организацию маджонга, базирующуюся в Пекине.

## История
EMA была основана на общем собрании во время чемпионата Европы по маджонгу 2005 года в Нидерландах.. После основания, EMA начала каждые 2 года проводить чемпионаты Европы по международным правилам и сертифицировать соревнования по маджонгу, проводимые по международным и японским правилам.
21 июня 2008 года EMA провела первый Чемпионат Европы по риичи-маджонгу, в Ганновере. С этого года EMA проводила чемпионаты Европы по риичи в 2010, 2013, 2016 и 2019 годы, а по международным правилам — в 2007, 2009, 2011, 2014 и 2017.